# Valley Springs (Californië)
Valley Springs is een plaats in Calaveras County in Californië in de VS.

## Geografie
De totale oppervlakte bedraagt 25,4 km² (9,8 mijl²) wat allemaal land is.

## Demografie
Volgens de census van 2000 bedroeg de bevolkingsdichtheid 100,7/km² (260,7/mijl²) en bedroeg het totale bevolkingsaantal 2560 dat bestond uit:
- 87,54% blanken
- 0,66% zwarten of Afrikaanse Amerikanen
- 1,80% inheemse Amerikanen
- 1,37% Aziaten
- 0,12% mensen afkomstig van eilanden in de Grote Oceaan
- 4,84% andere
- 3,67% twee of meer rassen
- 10,74% Spaans of Latino

Er waren 960 gezinnen en 740 families in Valley Springs. De gemiddelde gezinsgrootte bedroeg 2,67.

## Plaatsen in de nabije omgeving
De onderstaande figuur toont nabijgelegen plaatsen in een straal van 24 km rond Valley Springs.